# Dorothea Beale

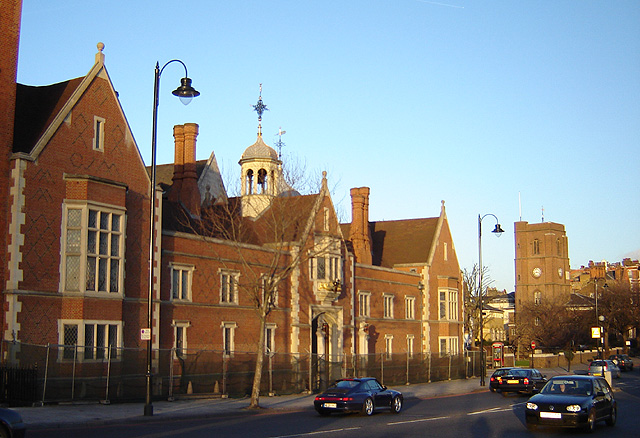
Crosby Hall (Cheyne Walk, Chelsea)

Dorothea Beale (ur. 21 marca 1831 w Londynie, zm. 9 listopada 1906 w Cheltenham) – angielska nauczycielka, feministka i działaczka oświatowa, m.in. wieloletnia Principal Cheltenham Ladies' College, który dzięki niej stał się jedną z najbardziej cenionych brytyjskich szkół.

## Życiorys

### Dzieciństwo i studia
Była jednym z jedenaściorga dzieci swoich rodziców. Miała troje starszego rodzeństwa, dwie siostry i brata. Ojciec – Miles Beale (zm. 1862) – był londyńskim lekarzem pochodzącym z Gloucestershire. Rozmawiał z dziećmi na temat swojej pasji – literatury angielskiej – oraz problemów ekonomicznych, z którymi się spotykał w życiu zawodowym (okazało się to przydatne w przyszłym życiu córki). Był zdecydowanym zwolennikiem kształcenia dziewcząt, wbrew powszechnym wówczas zwyczajom i zasadom naboru do szkół. Matka – Dorothea Margaret Complin (zm. 1881) – pochodziła z rodziny francuskich hugenotów. Była kuzynką feministki, Caroline Cornwallis, w znacznym stopniu kształtującej postawy rodziny Beale.
Dorothea wcześnie zainteresowała się książkami. Matka dbała o to, aby dzieci mogły uczyć się w domu pod opieką guwernantek o dobrej reputacji. Poszukiwała też szkół o odpowiednim poziomie, jednak Dorothea zapamiętała swoje rozczarowanie programem nauczania i narzucaniem obowiązku pamięciowego opanowywania materiału. Po skończeniu 13 roku życia ponownie uczyła się w domu, pod opieką matki i jej siostry, korzystając z książek z bibliotek London Institute i Crosby Hall (czytała m.in. w oryginale dzieła Euklidesa).
Gdy miała 16 lat rodzice wysłali ją, wraz ze starszymi siostrami, do paryskiej szkoły dla angielskich dziewcząt. Wspominając ten wyjazd twierdziła, że nauka w domu dawała jej znacznie więcej, niż sztywna szkolna rutyna. Siostry wróciły do Anglii po roku, w związku z wybuchem rewolucji lutowej (1848). Wstąpiły do utworzonej w tym samym roku Queen's College for Women (Harley Street, London). Dorothea kontynuowała naukę ulubionego języka greckiego, studiowała Nowy Testament i Platona. Wszystkie uzyskały dyplomy upoważniające do nauczania różnych przedmiotów, w tym matematyki.

### Nauczanie i organizacja szkolnictwa
Lata 1849–1858
W latach 1849–1856 Dorothea Beale była nauczycielką matematyki w Queen's College; w tym okresie odwiedziła szkoły w Szwajcarii i w Niemczech. Odeszła z Queen's College z powodu niezadowolenia ze sposobu administrowania kolegium. W styczniu 1857 roku została head teacher w Clergy Daughters' School w Casterton (Kumbria), szkole działającej od roku 1823 (założonej przez pisarki, Charlotte i Emily Brontë). Próbowała wprowadzić zmiany organizacyjne, które nie zostały zaakceptowane, co ponownie skłoniło ją do rezygnacji. Udzielała lekcji matematyki i łaciny w Miss M.F. Elwall's school (Hillersdon Avenue, London, Barnes); opracowywała również The student's text-book of English and general history from B.C. 100 to the present time: with genealogical tables and a sketch of the English constitution, wydany po raz pierwszy w roku 1858 (w roku 1862 ukazało się wydanie szóste).
Cheltenham Ladies' College
16 czerwca 1858 roku Dorothy Beale została wybrana (spośród 50 kandydatów) na dyrektora (Principal, Mistress) Ladies' College w Cheltenham, najstarszej prywatnej żeńskiej szkoły w Anglii, działającej od roku 1854. Gdy obejmowała swoje obowiązki, szkoła (69 uczennic) znajdowała się w trudnej sytuacji finansowej i nie miała najwyższych notowań. Jej reorganizacja, dokonana w ciągu 2 lat, umożliwiła osiągnięcie stabilizacji, a następnie szybki rozwój szkoły, m.in. rozbudowę bazy lokalowej (kilkanaście budynków), wzrost liczby uczennic i nauczycieli, organizację pedagogicznego szkolenia kadry, biblioteki z ponad 7 tys. książek, dużych terenów aktywności sportowej.
Oxford hall for women i St Hilda's College w Oksfordzie
W roku 1893 Dorothea Beale założyła kolejną placówkę edukacji kobiet – Oxford Hall for women, której celem było otwarcie dla kobiet dostępu do studiów w Oksfordzie. Miss Beale wybrała na jej patronkę Świętą Hildę z Whitby (614-680), honorując w ten sposób jej istotny wkład w rozwój edukacji (w klasztorze Whitby Abbey, w sąsiednich kwartałach, kształciły się kobiety i mężczyźni, wśród nich co najmniej pięciu biskupów).  W roku 1896 St Hilda's College w Oksfordzie został formalnie uznany przez Association for Promoting the Higher Education of Women (A.E.W.), a w roku 1901 St Hilda's College, Oksford połączono z St. Hilda's Cheltenham (również utworzonym przez D. Beale), tworząc St Hilda's Incorporated College.  Obecność kobiet-studentek w Uniwersytecie Oksfordzkim sformalizowano w roku 1910, gdy utworzono Delegacy for Women Students. Możliwość nadawania absolwentkom stopni naukowych, analogicznych do przyznawanych mężczyznom, istnieje od roku 1920.

## Inne obszary działalności
W roku 1865 Dorothea Beale należała do grupy dyskusyjnej Kensington Society, nazwanej od miejsca spotkań, którą tworzyło 11 kobiet, wśród nich Emily Davies i Elizabeth Garrett Anderson. Grupa przygotowała petycję w sprawie przyznania kobietom praw wyborczych (1867). Autorki reprezentował w Parlamencie John Stuart Mill. Odpowiednia poprawka do Reform Act została w głosowaniu odrzucona liczbą głosów 196 przeciwko 73.
Nie rezygnując z dalszych starań o prawa wyborcze członkinie Kensington Society postanowiły założyć London Society for Women's Suffrage. W niedługim czasie podobne stowarzyszenia powstały w innych brytyjskich miastach, a wkrótce utworzono Central Society for Women's Suffrage. Dorothea Beale została jego wiceprzewodniczącą.

## Publikacje

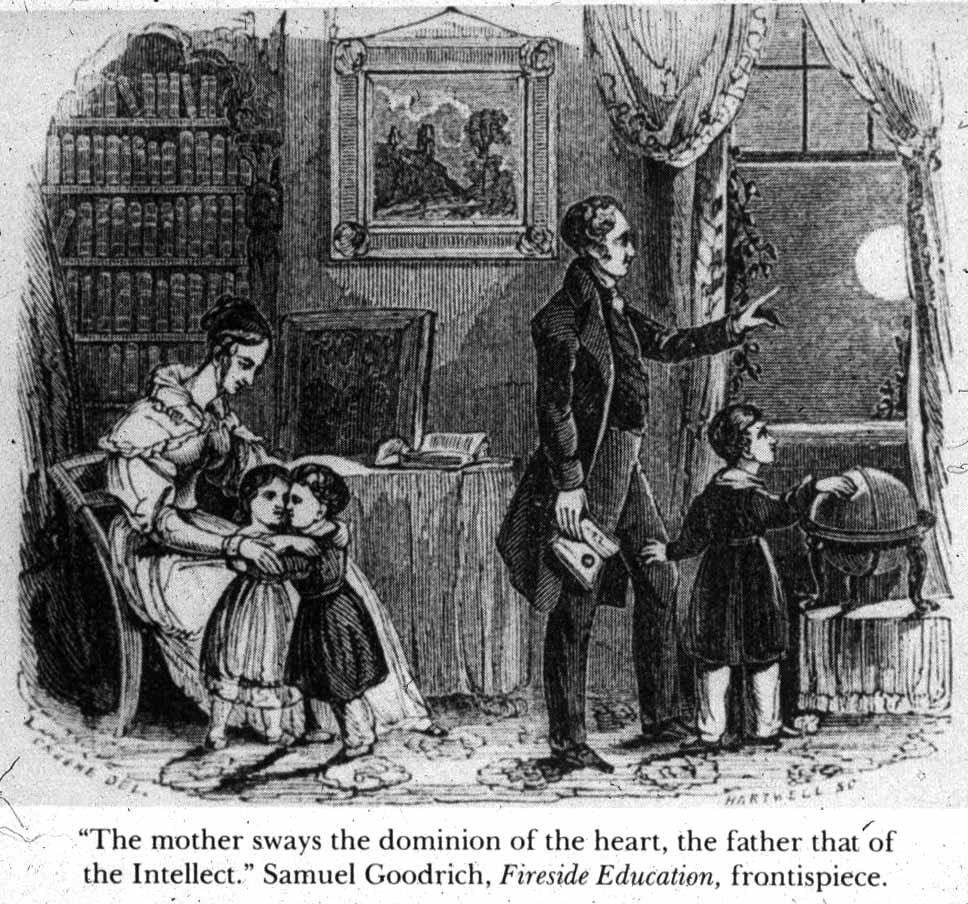
Rysunek z książki S.G. Goodricha, Fireside Education (1841), ilustrujący różnice między tradycyjnymi celami nauczania domowego dziewczynek i chłopców. Troszczono się o rozwój intelektualny chłopców i kształtowanie inteligencji emocjonalnej dziewczynek, dla których były zamknięte bramy szkół wyższych.

Dorothea Beale jest autorką m.in. (wybór według Open Library):
- Work and play in girls' schools / by three head mistresses, Dorothea Beale, Lucy H.M. Soulsby, Jane Frances Dove  (pierwsze wydanie w roku 1898),
- Literary studies of poems, new and old  (pierwsze wydanie w roku 1902),
- Great Englishmen, short lives (pierwsze wydanie w roku 1881),
- History of the Cheltenham Ladies' College, 1853–1904 (pierwsze wydanie w roku 1904).

Pisała również artykuły do takich czasopism, jak The Parents' Review (Magazine of Home-Training and Culture) – miesięcznik wydawany przez Charlotte Mason, którego motto brzmiało: „Education is an atmosphere, a discipline, a life”, m.in.:
- 1890 – Parents’ Educational Union, Volume 1, no 2, s. 117,
- 1890 – Motives, or Rewards and Punishments, Volume 1, s. 330,
- 1890 – Lear and his Daughters, Volume 1, s. 641,
- 1891/92 – The Teaching of Chronology, Volume 2, s. 81-90,
- 1893/94 – Tennyson's „In Memoriam”, Volume 4, s. 25-35.
- 1893/94 – School and Home, Volume 4, s. 734,
- 1893/94 – History: Teaching Practically Considered, Volume 4, s. 890-896
- 1896 – Money, Volume 7, s. 90-96
- 1897/98 – Psychological Order of Teaching With Special Reference to Natural Science, Volume 9, s. 137.

## Upamiętnienie
Jej zasługi są wspominane we wszystkich opisach historii St Hilda's College w Oksfordzie i Cheltenham Ladies' College i wielu opracowaniach biograficznych. Cheltenham Ladies' College bywa nazywany jej pomnikiem
Urna z prochami Dorothei Beale, która zmarła w domu opieki w Cheltenham po operacji nowotworu, została umieszczona pod małym sklepieniem w jednej z kaplic Katedry Gloucester.